# ザ・ビッグ・イベント
ザ・ビッグ・イベント（The Big Event）は、1986年8月28日にアメリカ合衆国のプロレス団体WWE（当時はWWF）が開催した興行の名称である。当時のWWFが開催した海外公演としては異例の7万人を超える大観衆を動員し、それまでのアメリカとカナダのすべての観客動員記録、興行収益記録をいともかんたんに塗り替えた。ショーダウン・アット・シェイ以来の大イベント成功となった本大会を皮切りに、以降レッスルマニアをはじめとしたスタジアム会場でのビッグマッチ開催が増えていく。ゲート収入は80万ドルを記録。

## 結果
| #  | 内容 | 条目      | 時間  |
| -- | --- | --------- | ----- |
| 1  | ○ザ・キラー・ビーズ（ジム・ブランゼル & ブライアン・ブレアー） vs ジミー・ジャック・ファンク & ホス・ファンク（w / ジミー・ハート）●                                                       | タッグ    | 6:53  |
| 2  | △ザ・マグニフィセント・ムラコ（w / ミスター・フジ） vs キング・トンガ△ 時間切れによる引き分け                                                                                              | シングル  | 20:00 |
| 3  | ○テッド・アーシディ vs トニー・ガレア● サブミッション負け | シングル  | 2:41  |
| 4  | ○ザ・ジャンクヤード・ドッグ vs アドリアン・アドニス（w / ジミー・ハート）● カウントアウト負け                                                                                              | シングル  | 4:15  |
| 5  | ○"ザ・レベル" ディック・スレーター vs "アイアン" マイク・シャープ● | シングル  | 6:24  |
| 6  | ○ボビー・ヒーナン、キングコング・バンディ & ビッグ・ジョン・スタッド vs ルー・アルバーノ & ザ・マシーンズ（スーパー・マシーン & ビッグ・マシーン）（w / ジャイアント・マシーン）● 反則負け | シングル  | 7:49  |
| 7  | ○リッキー "ザ・ドラゴン" スティムボート vs ジェイク "ザ・スネーク" ロバーツ● スネーク・ピット・マッチ                                                                                      | シングル  | 10:17 |
| 8  | ○ビリー・ジャック・ヘインズ vs ハーキュリーズ・ヘルナンデス● | シングル  | 6:08  |
| 9  | ○ザ・ファビュラス・ルージョーズ（ジャック・ルージョー & レイモンド・ルージョー） vs ザ・ドリーム・チーム（グレッグ・バレンタイン & ブルータス・ビーフケーキ）●                             | タッグ    | 14:51 |
| 10 | ○"キング" ハーリー・レイス vs ペドロ・モラレス● | シングル  | 3:23  |
| 11 | ○ハルク・ホーガン vs ポール・オーンドーフ（w / ボビー・ヒーナン）● 反則負け | WWF王座戦 | 11:05 |